# Terhi Hakala

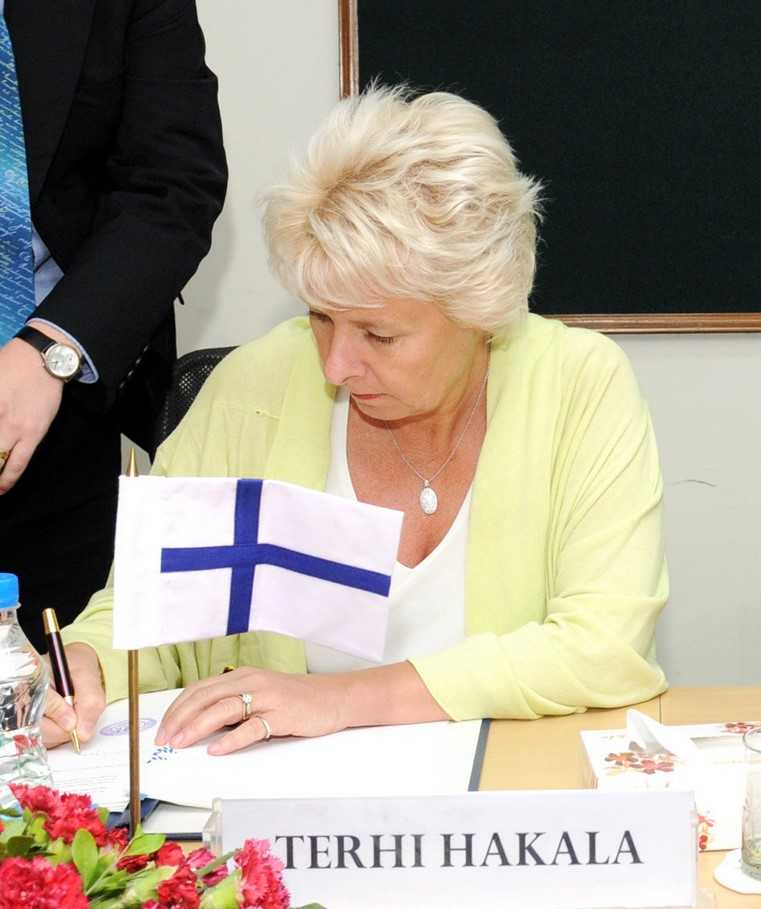
Terhi Hakala bei einer Vertragsunterzeichnung in Indien (2012)

Terhi Katriina Hakala (geb. am 12. Mai 1962 in Viiala) ist eine finnische Diplomatin. Sie war von 2021 bis 2025 EU-Sonderbeauftragte für Zentralasien.

## Herkunft und Ausbildung
Terhi Hakala wurde 1962 im westfinnischen Viiala geboren. Sie absolvierte ein Masterstudium an der Åbo Akademi im südfinnischen Turku.

## Karriere
Hakala begann ihre Arbeit im finnischen Außenministerium 1988. Von 1996 bis 2000 arbeitete sie im finnischen Generalkonsulat in Sankt Petersburg und der Botschaft in Moskau. Schon als junge Diplomatin besetzte sie eine vakante Botschafterstelle im Südkaukasus (2004–2007) und leitete eine OSZE-Mission in Tiflis (Georgien) (2007–2009). Von 2009 bis 2012 war sie finnische Botschafterin in Indien, Nepal, Bhutan, Bangladesch, Sri Lanka und den Malediven.
Hakala leitete von 2012 bis 2016 die Abteilung für Russland, Osteuropa und Zentralasien am finnischen Außenministerium. Bis 2021 war sie als finnische Botschafterin Ständige Repräsentantin bei den Vereinten Nationen in Genf.
Von 2018 bis 2021 war sie außerdem Mitglied im Board of Trustees, dem Leitungsgremium des Ausbildungs- und Forschungsinstituts der Vereinten Nationen (UNITAR) in Genf.
Im Juli 2021 wurde sie als Nachfolgerin von Peter Burian EU-Sonderbeauftragte für Zentralasien. Sie amtierte bis 2025. Ihr folgte Eduards Stiprais nach.
Seit 2025 ist Hakala Sondergesandte des amtierenden Vorsitzenden der OSZE.

## Sonstige Aktivitäten
Terhi Hakala ist Mitglied im Netzwerk International Gender Champions (IGC), das sich für Geschlechtergerechtigkeit auch in internationalen Organisationen einsetzt.